# 圍爐裏

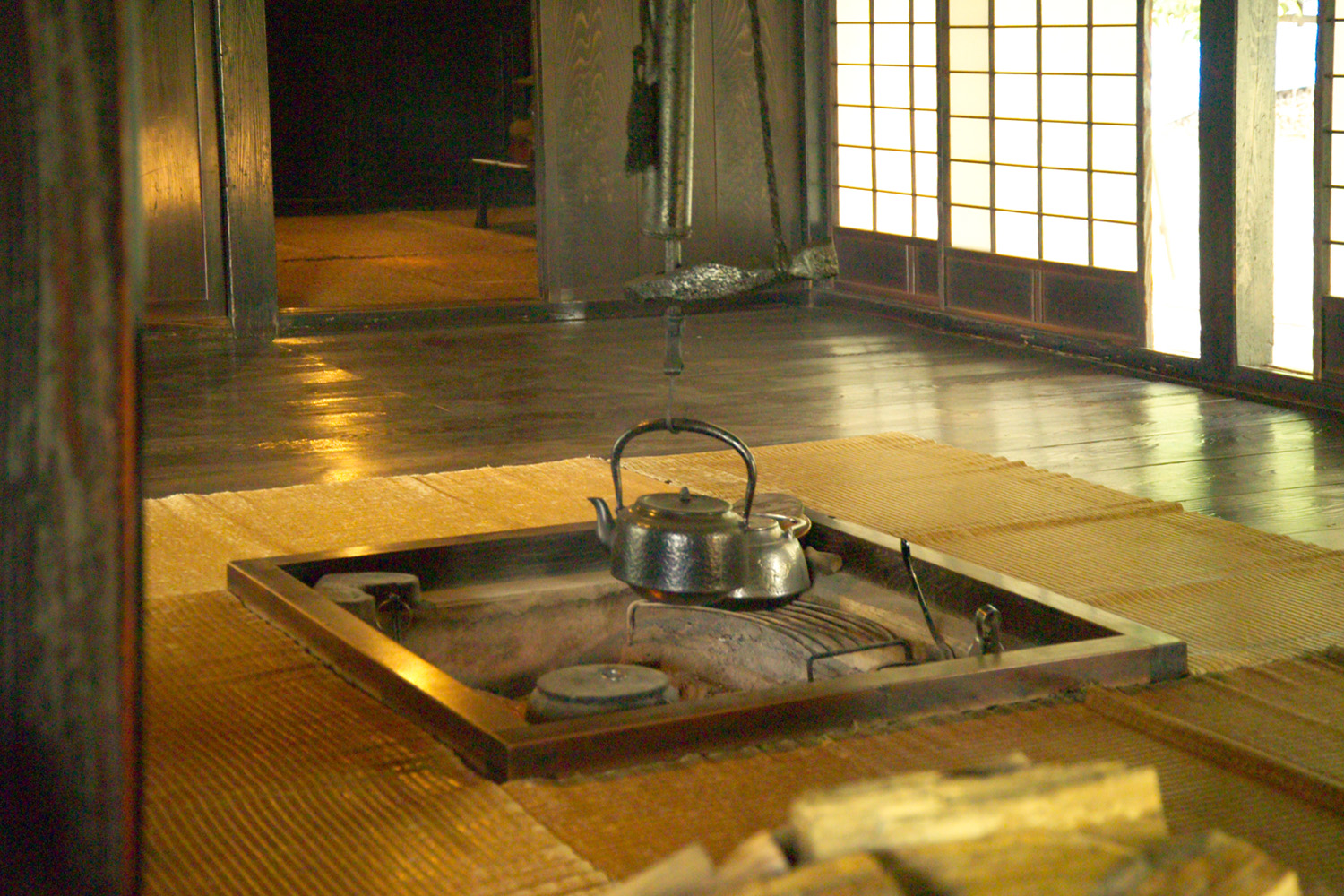
囲炉裏

圍炉裏（日语：／ irori），又作居爐裏（居炉裏），阿伊努語稱為，是日本大和族和阿伊努族傳統住宅中一種設置在屋內的永久性家具。傳統的和式與阿伊努式住宅會在地板挖開一塊四方形空間並鋪上灰燼，用來燃燒木炭或柴火。主要作為暖房或料理用途。量詞是「基」。古代也有比多歧（ひたき）或是的稱呼。

## 概要

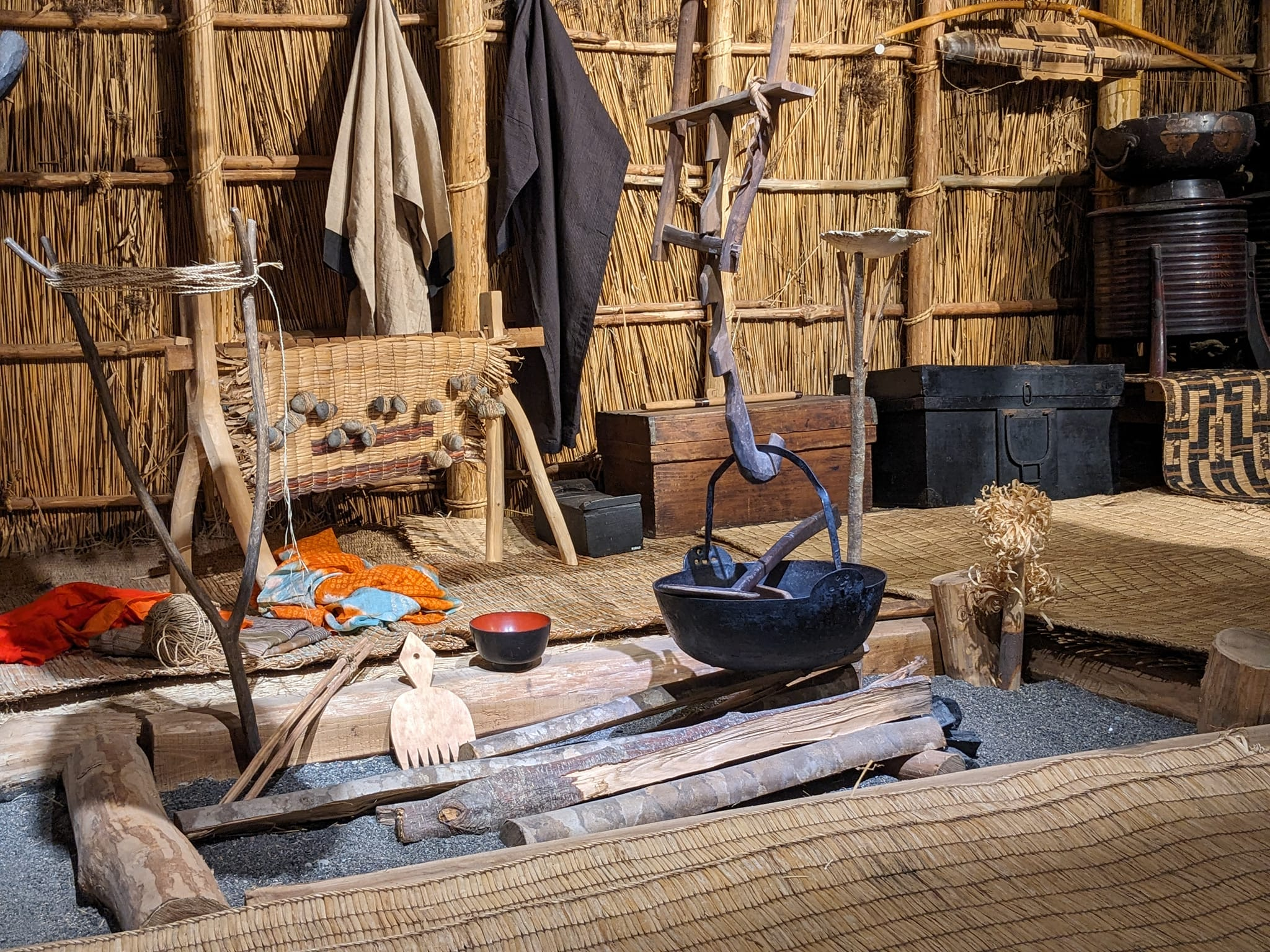
愛奴民族的傳統住宅．奇賽內的圍炉裏。鉤子上掛著圍炉裏用的鍋子。「木尻」是直接裝在土間之上。攝於札幌市厚別區「北海道博物館」。

圍炉裏與用於烹飪的竈（かまど），以及因人而異的火鉢，三者構成了日本傳統住宅的火之座。
因各地風情而有著各式樣貌的圍炉裏，其名稱也因地而異，有著許多不同的名稱。光是現在所留下的，就有、ヒジロ、ユル、ユルイ、ユルリ、イナカ、エナカ、ヘンナカ、エンナカ、イリリ、イレ、シタジロ、スブト、ジリュ等稱謂。

## 功能

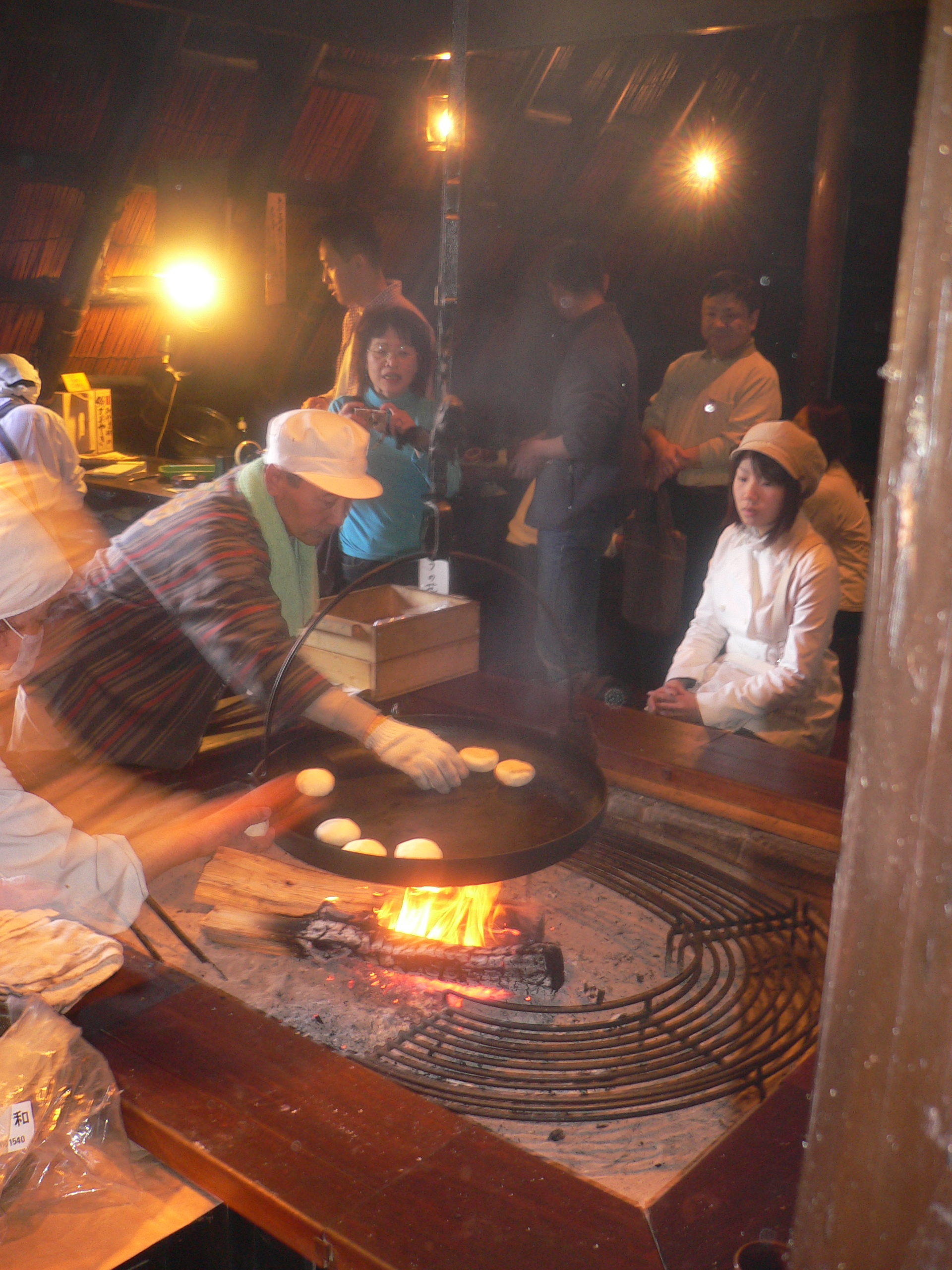
在圍炉裏製作御燒一景。

圍炉裏有以下各種用途。
- 暖房

為了溫暖房間而使用圍炉裏。設置在房間靠近中央處，為整個房間提供溫暖。
- 料理

為了烹煮食物而使用圍炉裏。囲炉裏點火後配合自在鉤（後述）或五德來為鍋子加熱，來進行炊飯和各種料理工作。此外，將魚類等食材插在底灰上串烤或是將石材埋入灰中烤熟等做法也相當常見。也能將酒瓶埋入灰中進行溫酒。在北陸地方，竈的製作主要是自昭和30年代後才開始，在此之前各種料理作業都是在圍炉裏上進行。在氣候溫暖的西日本，由於討厭在夏季使用圍炉裏，自古就開始使用竈。
- 照明

為了提供夜間的照明而使用圍炉裏。在火光仍為主要照明來源的近代以前，使用圍炉裏是能夠安全照亮屋子的一種方式。在古代有將火把插在爐邊的架座上以照亮附近的用法。此外，雖然也可以使用油和蠟燭來做照明，但無論是哪一種，對庶民而言都太過昂貴了。
- 乾燥

和火棚搭配使用，用來烘乾衣服、食物、濕木材等東西。也可以將晾衣架置於爐邊將濕掉的衣服烤乾。
- 火種

在沒有火柴等便利的點火器具的時代，人們不會熄滅圍炉裏中的火，而將之預備作為竈或照明用具的火種。
- 家庭的交際場所

圍炉裏能做為家庭或人們聚會的場所。在用餐和夜間人們自然會聚集在圍炉裏周圍，彼此談話。由於家族成員有固定該坐的位置，因此圍炉裏也有讓家中成員再次確認家族地位秩序的功能。
圍炉裏周圍座位的名稱各地有所不同，但大抵上分為横座、嬶座、客座、木尻或下座（げざ）四種：
横座
靠近神龕、凹間的一側被稱為上座，是一家之主，或是僧侶等身分顯貴的客人的座位。
嬶座
女主人的座位，似乎設置在靠近廚房的一側。
客座
又稱作男座、向座，是客人或男性的座位。
木尻
木尻是靠近土間一側的下座。這個位置是祖母或是女兒、傭人的座位。
因為圍炉裏由這一側添加柴薪，這個位置的人可以看到木柴的尾端（木の尻）而得名。
- 提高住宅的耐久度

藉由讓房間充滿溫暖乾燥的空氣，可以減少木材中的含水量，使之不易腐壞。另外木柴燃燒時的煙中含有焦油，能夠浸透樑柱和茅葺屋頂、秸稈屋頂的建材，提升防蟲性和防水性。不過，家中充滿煙塵也是造成眼疾的主要原因。

## 樣式

### 位置
圍炉裏有設置在地板內，也有設置在土間的樣式。
由於日本傳統民家的地板和土間多半是以「大黑柱」（中柱）為軸結合在一塊，因此設置圍炉裏而挖開的空間多半是在地板的中央。但在某些地方，也有圍炉裏的一邊會直接斷開，與土間直接相連的情形。在南部地方的曲家中「玄關地炉」（踏み込み炉）就是典型的土間圍炉裏，這種設計是為了不必清理因農事而沾上泥巴的雙腳就能坐在圍炉裏的旁邊。另外，在東北地方等嚴寒之地，還發展出掘炬燵這種可以放下雙腳的深坑形圍炉裏。作為生活中不可或缺的物品，圍炉裏在各地發展出當地特有的型態。
在某些家中會存在多個圍炉裏，並且會因身分差別來使用不同的圍炉裏。在有兩個圍炉裏的場合，也有區分成以木柴為燃料的家人用圍炉裏，以及以木炭為燃料的客人用圍炉裏。如果使用的是不會發煙的木炭圍炉裏，多半也會使用奢侈的自在鉤或茶鍋。現在多半將大型火鉢或是桌面中央能燃燒炭火的木製座桌稱為圍炉裏，原本圍炉裏指的是無法移動的設備，而可以移動的稱之為火鉢。
此外，形狀也有正方形與長方形兩種。
茶室中雖然也有設置和圍炉裏十分相似的火之座，在茶道中則稱之為「炉」，在榻榻米間挖洞設置。規格有一尺四[寸]](42.42cm)見方，或是裏千家大炉的一尺八寸（54.54cm）見方，大小遠遠小於一般的圍炉裏。

### 燃料
燃料除了木炭，多數也使用木柴。
在燃料的選用上和竈相異，比起火力更重要的是燃燒的持久力。現代家中雖然多半使用不會發煙的木炭，但在古代民家，成本高昂的木炭卻是火鉢專用，圍炉裏大多使用縱向劈開的木柴。在某些地方會將伐斷後的樹根挖起，不將之裁切便拿來燃燒。與在山野間能免費獲得的木柴相比，木炭是相當貴重的。而在使用火時，多半也會祭祀火神。

### 構造
- 天、天棚、火棚

圍炉裏的上方設置有天（あま）。也稱作天棚（あまだな）或火棚（ひだな）。是指自天井懸吊在圍炉裏上方的木板或竹板，面積做得比圍炉裏大些，除了阻擋飛往上方的火星之外，也有讓煙和熱氣擴散開來的功用。可以方便烤乾日本稗或粟之類的穀物，或是將河魚等食物懸吊在上頭，藉由燻煙製作成較能保久耐放的食物。近年來製作的火棚多半為了裝飾性而製作成格子狀，但格子狀的話火星和煙就能通透過去，火棚也就無法發揮原先阻擋的功用。
- 自在鉤（じざいかぎ）

自天井垂掉下來，前端呈鉤狀的器物。也稱作「自在」。由於圍炉裏不便調節火力，為了調整鍋具到爐火的距離，自在鉤具有利用槓桿或是藉著挪動穿過筒中的鐵鉤或木鉤的位置，來調整高度的構造。將鍋子或鐵壺懸掛於自在鉤上，就能煮炊和燒水。。
- 橫木

裝在自在鉤上方，讓自在鉤能停在想要位置的槓桿。如同字義上，原本是木製品，但是為了增加耐磨性多改為金屬製，大部分會做成魚的形狀。
- 炉緣

圍炉裏的邊框。大部分使用沙梨的木材。

## 附屬於圍炉裏的器具
- 鍋架（日语：五徳） - 日語稱「五德」（五徳），以鐵等金属製成的台座，會在上下一方形成圓形的輪廓，並延伸出三支支撐用的支架。一般會在五德上方架網烤東西，也會直接將鍋子放置在五德上燒煮。在北陸地方所特有的一種五德上方有著大型的輪環，這種五德被稱為金輪（かなわ），可以用來盛放沒辦法吊掛在自在鉤上的大鐵鍋。

- 渡（[註 2]）：由金屬製成，左右延長的格子狀物體，在腳部和中央附有柄，在圍炉裏是作為炙烤年糕、麻糬或團子用的架台。手持柄將之移向火源，就能將火焰移到架子底下。在某些地方也叫做「てっき」。多半做成為圍繞火堆般的扇狀。

- 火箸：金屬製的長筷。用來移動著火的木炭或木柴以調節火力。

- 平灰鏟：日語稱「灰均」（灰均し）金屬製的抹刀狀工具，用來整平灰燼並刮出灰模樣[註 3]的器具。在古代也曾有過木製品。

- 炭鏟 - 日語稱「十能」（十能、[註 4]），鐵板製成的小勺鏟，或是呈現鏟狀的器具。用來抹平底灰或是添加木炭。

- 有座炭鏟 - 日語稱「台十能」（台十能），為了能安全地運送炭火，在加深的十能底下加裝底座，使其能放置在地板上。又稱為「有座十能」。

- 火消壺（火消し壷） - 熄滅炭火用的壺。原理是藉由加蓋密封以隔絕氧氣來滅火。有陶製、金屬製和石造品，多半埋在圍炉裏角落的灰中以備取用。

- 炬燵櫓（炬燵櫓） - 木製或竹製的架。放置在圍炉裏上方，作為炬燵。利用晚餐料理後剩下的燃火取暖，在圍著圍炉裏睡覺時使用。與一般的炬燵不同，沒辦法將腳放到裡面。

- 圍爐裏鍋（囲炉裏鍋） - 適合用自在鉤懸吊或是放置在五德上的鑄鐵鍋。一般是藉由鐵製的提把吊掛著，不過由於底部是球形，所以也能夠輕易放置在各式大小的五德之上。通常附有木質的鍋蓋。

- 湯瓶：日語稱「鐵瓶」（鉄瓶） - 和圍炉裏鍋一樣，具有造型利於穩定懸吊的的鐵質提把，是一種鑄鐵燒水壺。

## 其他
在童話《猿蟹合戰》的故事中，有一段栗子跳入圍炉裏的火中，藉著熱力彈起的栗子直接撞向猴子，讓猴子受到灼傷的內容。這是由於在以前會有將栗子、麻糬或野菜埋進圍炉裏的灰中烤熟後食用的習慣，在這種情況下偶爾會發生這種事故。比起現代的孩童，對於在一般民家普遍都有圍炉裏的時代的孩童而言，聽到這樣的故事能讓他們感受到非常生動的實感。
日本醫學家野口英世在小時候由於不慎墜入圍炉裏中，左手因此受到相當嚴重的燒傷。
放置型圍炉裏 - 不需要對地板施工的簡易型圍炉裏。使用方法與附有火爐的桌子或火鉢類似。